# Летящие сквозь ночь (телесериал)
«Летя́щие сквозь ночь» (англ. Nightflyers) — американский телесериал, основанный на одноимённом рассказе, а также на одноимённом сборнике рассказов Джорджа Р. Р. Мартина. Премьера сериала состоялась 2 декабря 2018 года на телеканале Syfy.
19 февраля 2019 года Syfy закрыл сериал после одного сезона.

## Сюжет
В 2093 году группа учёных отправляется в путешествие в космос на борту современного космического корабля под названием «Летящие сквозь ночь», для первого контакта с инопланетными формами жизни. Когда на борту начинают происходить ужасающе жестокие события, команда начинает задавать вопросы друг другу, но приходит к выводу, что на борту «Летящего сквозь ночь» с ними должно быть что-то ещё. Экипаж должен сам спасти корабль, выполнить свою миссию.

## В ролях
- Гретхен Мол — доктор Агата Мэтисон
- Оуэн Маккен — Карл Д’Бранин
- Дэвид Аджала[англ.] — Рой Эрис
- Сэм Страйк[англ.] — Тейл
- Майя Эшет[англ.] — Ломми
- Энгус Сэмпсон — Роуэн
- Джоди Тёрнер-Смит — Меланта Джирл
- Брайан Ф. О’Бирн — Огги

## Производство
В 2016 году появились первые слухи о готовящейся экранизации телеканалом Syfy рассказов Мартина; в 2017 году об этом было официально объявлено, при этом планирующийся проект будет также опираться на фильм 1987 года «Ночной полёт». Джордж Р. Р. Мартин не будет принимать прямого участия в работе над сериалом (из-за обязательств перед HBO), однако его имя появится в списке исполнительных продюсеров.
В начале 2018 года в Ирландии началось производство сериала; Дэниел Цероне был назначен шоураннером и одним из исполнительных продюсеров проекта. Также стало известно, что Netflix является обладателем прав на международную трансляцию (за пределами США), и также будет сопродюсировать сериал.